# Max Verstappen
Max Emilian Verstappen (født 30. september 1997 i Hasselt) er en belgisk-hollandsk racerkører, der i 2015-sæsonen debuterede i Formel 1 hos Scuderia Toro Rosso, og siden 2016 har kørt for Red Bull Racing. Verstappen er fire gange Formel 1 verdensmester (2021, 2022, 2023 og 2024) Han er den yngste kører i Formel 1 nogensinde, da han 17 år og 166 dage gammel debuterede på Melbourne Grand Prix Circuit 15. marts 2015. I 2021 blev han verdensmester i årets sidste løb. Han er den første hollandske F1 kører til at vinde VM.
Verstappen startede sæsonen i 2015 hos Scuderia Toro Rosso. I 2016 sæsonen kørte han dog kun 4 Grand Prix, da han skulle udskifte Daniil Kvyat hos Red Bull. Verstappen var på dette tidspunkt kun 18 år og han var dermed den yngste Formel 1 kører til at vinde et Grand Prix nogensinde. Han var samtidig også den første hollandske racerkører til at vinde et Formel 1 Grand Prix. Verstappen har kontrakt med Red Bull indtil 2028
Verstappen kører med hollandsk nationalitet, og er søn af den tidligere Formel 1-kører Jos Verstappen.

## Opvækst
Max Verstappen blev født i den belgiske by Hasselt i Limburg af en belgisk mor og hollandsk far, og voksede op i Bree. Verstappen har en lillesøster ved navn Victoria. Trods at han er halvt hollandsk og halvt belgisk "føler han sig mere hollandsk".

## Ungdomskarriere

### Go-kart
Som 4 årig begyndte han at køre gokart. Han konkurrerede i Mini Junior mesterskabet i hans hjemby i Belgien. i 2006 konkurrerede han i Rotax Max (en) MiniMax klassen og vandt det belgiske mesterskab. Verstappen vandt året efter, 2007, det hollandske Minimax mesterskab. Han har også vundet det Belgiske kadet mesterskab.
I 2009 kom Verstappen til Team Pex Racing, som kørte med CRG (en), og vandt det år Flemish Minimax mesterskabet og det Belgiske KF5 mesterskab.
I 2010 blev Verstappen opgraderet til international Go Kart, hvor han kørte for CRG, hvor han skulle konkurrere om både verdensmesterskabet og Europamesterskabet. Verstappen blev nummer 2 i verdensmesterskabet og tabte til den, på daværende tidspunkt, kommende Formel 1 kører Alex Albon. Albon blev også Verstappens første team mate hos Red Bull.
i 2012 vandt Verstappen KF og KZ europamesterskaberne.
i 2013 vandt Verstappen, i en alder af 15 år, verdensmesterskabet, i den ypperste go kart klasse KZ1

### Formel 1 debut (testkørsel)
11. oktober 2013 fik han debut i en formelbil, da han testkørte 160 omgange i en Barazi-Epsilon FR2.0–10 Formel Renault-racer.
I 2014 kørte han hele sæsonen i European Formula 3 Championship for det hollandske team Van Amersfoort Racing. Han endte sæsonen på en samlet 3. plads lige efter Esteban Ocon

## Formel 1

### Scuderia Toro Rosso (2014–2016)

#### 2014 sæson
Den 12. august 2014 blev Verstappen tilknyttet Red Bull Junior Team, efter den testkørsel han lavede i 2013 i en Renault bil. Seks dage senere annoncerede det Red Bull-ejede Formel 1-team Scuderia Toro Rosso, at Verstappen skulle være én af deres to kørere i 2015-sæsonen. Verstappen fik også et tilbud af Mercedes, hvor han skulle blive et del af deres driver development programme.

#### 2015 sæson yngste nogensinde
Verstappen blev en del af Toro Rosso da han blot var 17 år, dette var kun muligt fordi han skrev kontrakt året før de nye licensregler. Hans første Grand Prix (Australien 2015) lå han til at tage point (inden for top 10), men han var nødsaget, på grund af motor problemer, at udgå. Han kom dog stærkt igen i hans andet løb (Malaysia 2015) hvor han sluttede på p7 (syvende plads), hvilket gjorde at han slog endnu en rekord. Han blev den yngste kører nogensinde til at score point, han var på dette tidspunkt 17 år og 166 dage gammel. Efter Verstappen ligger Lance Stroll som var 18 år og 148 dage, da han fik sine første point.
Verstappen endte sæsonen på en samlet 12. plads. Han fik tre awards i FIA Prize Giving-ceremonien som Rookie of the Year, Personality of the Year og Action of the Year.

### Red Bull (2016 - nuværende)
I maj 2016 kom han op til Red Bull-holdet for Spaniens Grand Prix 2016, da ham og Daniil Kvjat byttede sæder for Red Bull og Toro Rosso. Han vandt løbet foran begge Ferrari-kørere Kimi Räikkönen og Sebastian Vettel. 2017-sæsonen bød på yderligere fire podier inklusiv to sejre med holdkammeraten Daniel Ricciardo.

## Resultater

### Karriereoversigt
| Sæson | Serie                  | Team                         | Løb       | Sejre     | Poles     | FLaps     | Podium    | Point     | Position  |
| ----- | ---------------------- | ---------------------------- | --------- | --------- | --------- | --------- | --------- | --------- | --------- |
| 2014  | Florida Winter Series  |                              | 12        | 4         | 3         | 3         | 7         |           |           |
| 2014  | FIA European Formula 3 | Van Amersfoort Racing        | 33        | 10        | 7         | 7         | 16        | 411       | 3.        |
| 2014  | Macau Grand Prix       | Van Amersfoort Racing        | 1         | 0         | 0         | 1         | 0         | N/A       | 7.        |
| 2014  | Zandvoort Masters      | Motopark                     | 1         | 1         | 1         | 0         | 1         | N/A       | 1.        |
| 2014  | Formel 1               | Scuderia Toro Rosso          | Testkører | Testkører | Testkører | Testkører | Testkører | Testkører | Testkører |
| 2015  | Formel 1               | Scuderia Toro Rosso          | 19        | 0         | 0         | 0         | 0         | 49        | 12.       |
| 2016  | Formel 1               | Scuderia Toro Rosso          | 4         | 0         | 0         | 0         | 0         | 204       | 5.        |
| 2016  | Formel 1               | Red Bull Racing              | 17        | 1         | 0         | 1         | 7         | 204       | 5.        |
| 2017  | Formel 1               | Red Bull Racing              | 20        | 2         | 0         | 1         | 4         | 168       | 6.        |
| 2018  | Formel 1               | Aston Martin Red Bull Racing | 21        | 2         | 0         | 2         | 11        | 249       | 4.        |
| 2019  | Formel 1               | Aston Martin Red Bull Racing | 21        | 3         | 2         | 3         | 9         | 278       | 3.        |
| 2020  | Formel 1               | Aston Martin Red Bull Racing | 17        | 2         | 1         | 3         | 11        | 214       | 3.        |
| 2021  | Formel 1               | Red Bull Racing Honda (en)   | 22        | 10        | 10        | 6         | 18        | 395.5     | 1.        |
| 2022  | Formel 1               | Oracle Red Bull Racing (en)  | 22        | 15        | 7         | 5         | 17        | 454       | 1.        |
| 2023  | Formel 1               | Oracle Red Bull Racing       | 22        | 19        | 12        | 9         | 21        | 575       | 1.        |
| 2024  | Formel 1               | Oracle Red Bull Racing       | 23        | 9         | 8         | 3         | 14        | 429       | 1.        |

1:  - Sæson er stadig i gang.

### Komplette Formel 1-resultater
(Forklaring) (Resultater i fed skrift indikerer pole position, resultater i kursiv indikerer hurtigste omgang)
| År   | Team                         | Chassis                   | Motor                                      | 1       | 2       | 3       | 4       | 5       | 6       | 7       | 8       | 9       | 10      | 11    | 12      | 13     | 14      | 15     | 16    | 17     | 18      | 19     | 20    | 21    | Plads | Point |
| ---- | ---------------------------- | ------------------------- | ------------------------------------------ | ------- | ------- | ------- | ------- | ------- | ------- | ------- | ------- | ------- | ------- | ----- | ------- | ------ | ------- | ------ | ----- | ------ | ------- | ------ | ----- | ----- | ----- | ----- |
| 2014 | Scuderia Toro Rosso          | Toro Rosso STR9           | Renault Energy F1-2014 1,6 V6 turbo hybrid | AUS     | MAL     | BHR     | CHN     | ESP     | MON     | CAN     | AUT     | GBR     | GER     | HUN   | BEL     | ITA    | SIN     | JPN TD | RUS   | USA TD | BRA TD  | ABU    |       |       | –     | –     |
| 2015 | Scuderia Toro Rosso          | Toro Rosso STR10          | Renault Energy F1-2015 1,6 V6 turbo hybrid | AUS Ret | MAL 7   | CHN 171 | BHR Ret | ESP 11  | MON Ret | CAN 15  | AUT 8   | GBR Ret | HUN 4   | BEL 8 | ITA 12  | SIN 8  | JPN 9   | RUS 10 | USA 4 | MEX 9  | BRA 9   | ABU 16 |       |       | 12.   | 49    |
| 2016 | Scuderia Toro Rosso          | Toro Rosso STR11          | Ferrari 059/4 1,6 V6 turbo hybrid          | AUS 10  | BHR 6   | CHN 8   | RUS Ret |         |         |         |         |         |         |       |         |        |         |        |       |        |         |        |       |       | 5.    | 204   |
| 2016 | Red Bull Racing              | Red Bull RB12             | TAG Heuer 1,6 V6 turbo hybrid              |         |         |         |         | ESP 1   | MON Ret | CAN 4   | EUR 8   | AUT 2   | GBR 2   | HUN 5 | GER 3   | BEL 11 | ITA 7   | SIN 6  | MAL 2 | JPN 2  | USA Ret | MEX 4  | BRA 3 | ABU 4 | 5.    | 204   |
| 2017 | Red Bull Racing              | Red Bull RB13 (en)        | TAG Heuer 1.6 V6 turbo hybrid              | AUS 5   | CHN 3   | BHR Ret | RUS 5   | ESP Ret | MON 5   | CAN Ret | AZE Ret | AUT Ret | GBR 4   | HUN 5 | BEL Ret | ITA 10 | SIN Ret | MAL 1  | JPN 2 | USA 4  | MEX 1   | BRA 5  | ABU 5 |       | 6.    | 168   |
| 2018 | Aston Martin Red Bull Racing | Red Bull Racing RB14 (en) | TAG Heuer 1.6 V6 turbo hybrid              | AUS 6   | BHR Ret | CHN 5   | AZE Ret | ESP 3   | MON 9   | CAN 3   | FRA 2   | AUT 1   | GBR 15† | GER 4 | HUN Ret | BEL 3  | ITA 5   | SIN 2  | RUS 5 | JPN 3  | USA 2   | MEX 1  | BRA 2 | ABU 3 | 4.    | 249   |

Noter til tabellerne:
- 1:  - Udgik af løbet, men blev klassificeret eftersom han havde fuldført over 90% af løbsdistancen.